# Lufei Kui
Dans ce nom chinois, le nom de famille, Lufei, précède le nom personnel Kui.
Lufei Kui (chinois simplifié : 陆费逵 ; chinois traditionnel : 陸費逵 ; pinyin : Lùfèi Kuí, 17 septembre 1886 – 9 juillet 1941), est un enseignant et l'un des fondateurs des réformes de simplification des caractères chinois. En 1909, alors éditeur du « Magazine de l'éducation » (教育杂志, jiàoyù zázhì), il émet l'idée de l'emploi de « caractères de formes populaires » (俗体字, sú tǐzì) dans un traité paru dans son magazine intitulé « L'Éducation générale doit employer des caractères populaires » (《普通教育应当采用俗体字》).
Cette proposition influence la simplification des caractères chinois, d'une part au Japon[réf. nécessaire], ce qui aboutit au shinjitai kanji (新字体漢字), et d'autre part en Chine, lorsque le Parti communiste chinois rend officiel le chinois simplifié (简体汉字 / 簡體漢字, jiǎntǐ hànzì) en République populaire de Chine. Singapour adopte également les caractères chinois simplifié, tandis que la Corée abandonne les hanja au profit du hangeul. Le Vietnam avait déjà abandonné les caractères chinois au profit de l'alphabet latin, sous l'influence des colons de l'Empire français. Hong Kong, alors colonisé par l'Empire britannique et Macao, par l'Empire portugais, ainsi que Taïwan, continuent à utiliser des caractères chinois traditionnels.